# Czterej bracia
Czterej bracia (oryg. Four Brothers) – film z 2005 roku w reżyserii Johna Singletona. Remake filmu Synowie Katie Elder.

## Fabuła
Czwórka braci (adoptowanych przez tę samą kobietę) próbuje dowiedzieć się, dlaczego zginęła ich przybrana matka.

## Obsada
- Mark Wahlberg – Bobby Mercer
- Tyrese Gibson – Angel Mercer
- André Benjamin – Jeremiah Mercer
- Garrett Hedlund – Jack Mercer
- Terrence Howard – Porucznik Green
- Josh Charles – Detektyw Fowler
- Sofía Vergara – Sofi
- Fionnula Flanagan – Evelyn Mercer
- Chiwetel Ejiofor – Victor Sweet
- Taraji P. Henson – Camille Mercer
- Barry Shabaka Henley – Radca Douglas
- Jernard Burks – Evan
- Kenneth Welsh – Robert Bradford
- Tony Nappo – Charlie
- Shawn Singleton – Victor Hoodlum
- Reiya Downs – Daniela Mercer
- Riele Downs – Amelia Mercer
- Lyriq Bent – Damian
- Richard Chevolleau – Człowiek El Camino
- Awaovieyi Agie – Człowiek El Camino

## Nagrody i wyróżnienia
- MTV Movie Awards 2006
  - André Benjamin – najlepsza rola przełomowa